# Гоенкірхен (Тюрингія)
Гоенкірхен (нім. Hohenkirchen) — громада в Німеччині, розташована в землі Тюрингія. Входить до складу району Гота. Складова частина об'єднання громад Апфельштедтауе.
Площа — 6,80 км2. Населення становить Невірний параметр metadata 16 067 039 ос. (станом на 31 грудня 2021).